# Peter Budaj
Peter Budaj, född 18 september 1982, är en slovakisk före detta professionell ishockeymålvakt. Han spelade i National Hockey League för Colorado Avalanche, Montreal Canadiens, Los Angeles Kings och Tampa Bay Lightning. Han draftades i andra rundan som 63:e totalt av Avalanche vid NHL Entry Draft 2001.